# Sam's Town
Sam's Town is het tweede studioalbum van de Amerikaanse band The Killers.
De cd werd uitgebracht op 7 oktober 2006.
Van het album werden de singles When You Were Young, Bones, Read My Mind en For Reasons Unknown als single uitgebracht. De foto van de albumcover is gemaakt door fotograaf Anton Corbijn. De vrouw op de foto is zangeres Felica LaZae.

## Tracklist
1. Sam's Town (4:03)
2. Enterlude (0:49)
3. When You Were Young (3:40)
4. Bling (Confessions of a King) (4:08)
5. For Reasons Unknown (3:32)
6. Read My Mind (4:06)
7. Uncle Johnny (4:25)
8. Bones (3:47)
9. My List (4:08)
10. This River Is Wild (4:38)
11. Why Do I Keep Counting? (4:24)
12. Exitlude (2:31)

De volgende nummers zijn niet op elke versie aanwezig:
1. Where the White Boys Dance (3:28)
2. All the Pretty Faces (4:45)
3. Daddy's Eyes (4:13)